# Christian Bäckman
Christian Bäckman (* 28. April 1980 in Alingsås) ist ein ehemaliger schwedischer Eishockeyspieler, der im Verlauf seiner aktiven Karriere zwischen und 2015 unter anderem 315 Spiele für die St. Louis Blues, New York Rangers und Columbus Blue Jackets in der National Hockey League (NHL) auf der Position des Verteidigers bestritten hat. Bäckman, der zudem einen signifikanten Teil seiner aktiven Laufbahn bei seinem Stammverein Frölunda HC verbrachte, gewann auf internationaler Ebene mit der schwedischen Nationalmannschaft zahlreiche Medaillen, darunter die Goldmedaille bei den Olympischen Winterspielen 2006.

## Karriere

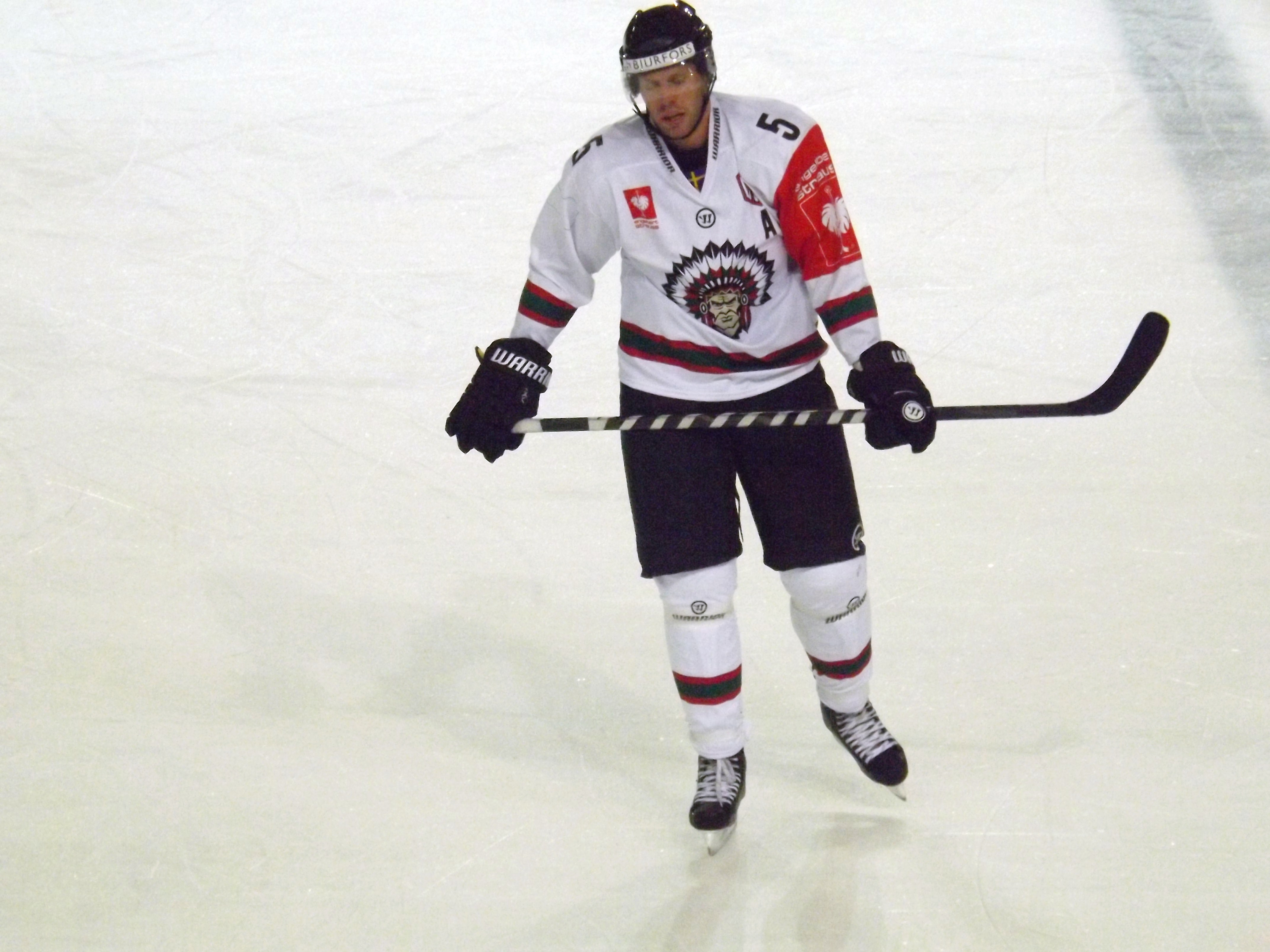
Bäckman im Trikot des Frölunda HC

Bäckman begann seine Karriere als Eishockeyspieler in der Jugend des Västra Frölunda HC, in der er bis 1998 aktiv war. Anschließend wurde er im NHL Entry Draft 1998 in der ersten Runde als insgesamt 24. Spieler von den St. Louis Blues aus der National Hockey League (NHL) ausgewählt. Nachdem der Verteidiger zunächst noch vier Jahre in der Elitserien für Frölunda gespielt hatte, gab er in der Saison 2002/03 sein Debüt in der NHL für die Blues, für die er die folgenden sechs Spielzeiten lang auf dem Eis stand. Einzige Ausnahme war die Saison 2004/05, als der Linksschütze während des Lockouts in seiner schwedischen Heimat bei seinem Ex-Klub Frölunda HC spielte, mit denen er zum ersten Mal in seiner Laufbahn Schwedischer Meister wurde. Zudem wurde er ins All-Star-Team der Elitserien gewählt und wies in den Playoffs die beste Plus/Minus-Bilanz aller Spieler auf.
Nachdem Bäckman die Saison 2007/08 bei den New York Rangers beendet hatte, die ihn im Februar 2008 im Tausch für ein Viertrunden-Wahlrecht im NHL Entry Draft 2008 erhalten hatten, wechselte er im Sommer 2008 zu deren Ligarivalen Columbus Blue Jackets. Während er und Fjodor Tjutin nach Columbus gingen, wechselten Nikolai Scherdew und Dan Fritsche zu den Rangers. Mit den Blue Jackets erreichte der Schwede im Jahr 2009 erstmals in der Franchise-Geschichte die Stanley-Cup-Playoffs erreichte. Nach der Saison wurde er ein sogenannter Free Agent und kehrte im Oktober 2009 in seine schwedische Heimat zurück und unterschrieb einen Vertrag über fünf Jahre bei seinem Heimatverein, dem Frölunda HC. Dort absolvierte er sechs weitere Spielzeiten, bevor er im Sommer 2015 seine aktive Profikarriere im Alter von 35 Jahren beendete.

### International
Für Schweden nahm Bäckman an den U20-Junioren-Weltmeisterschaften 1999 und 2000 sowie den Weltmeisterschaften 2004, 2005 und 2010 teil. Des Weiteren stand er im Aufgebot Schwedens bei den Olympischen Winterspielen 2006 in Turin teil, bei denen er mit seiner Mannschaft Olympiasieger wurde.

## Erfolge und Auszeichnungen
- 2005 Schwedischer Meister mit dem Frölunda HC
- 2005 Elitserien All-Star-Team

### International
| - 1997 Silbermedaille bei der U18-Junioren-Europameisterschaft - 1998 Goldmedaille bei der U18-Junioren-Europameisterschaft - 2004 Silbermedaille bei der Weltmeisterschaft | - 2006 Goldmedaille bei den Olympischen Winterspielen - 2010 Bronzemedaille bei der Weltmeisterschaft |

## Karrierestatistik

### International
Vertrat Schweden bei:
| - U18-Junioren-Europameisterschaft 1997 - U18-Junioren-Europameisterschaft 1998 - U20-Junioren-Weltmeisterschaft 1999 - U20-Junioren-Weltmeisterschaft 2000 - Weltmeisterschaft 2004 | - World Cup of Hockey 2004 - Weltmeisterschaft 2005 - Olympischen Winterspielen 2006 - Weltmeisterschaft 2010 |

(Legende zur Spielerstatistik: Sp oder GP = absolvierte Spiele; T oder G = erzielte Tore; V oder A = erzielte Assists; Pkt oder Pts = erzielte Scorerpunkte; SM oder PIM = erhaltene Strafminuten; +/− = Plus/Minus-Bilanz; PP = erzielte Überzahltore; SH = erzielte Unterzahltore; GW = erzielte Siegtore; 1 Play-downs/Relegation; Kursiv: Statistik nicht vollständig)